# Phrynobatrachus gastoni
Phrynobatrachus gastoni es una especie de anfibios de la familia Phrynobatrachidae.

## Distribución geográfica
Es endémica de la República Democrática del Congo.  

## Estado de conservación
Se encuentra amenazada de extinción por la pérdida de su hábitat natural.